# Кроталярия
Кроталярия (лат. Crotalaria, от др.-греч. κρόταλον — погремушка, трещотка) — крупный род растений семейства Бобовые (Fabaceae), распространённый в тропиках и субтропиках.

## Описание
Многолетние, реже однолетние, травы, полукустарники или кустарники. Стебли травянистые или деревянистые. Листья простые, цельные или тройчатые; реже сложные, пальчатые из 2—7 листочков; часто низбегающие (в таком случае стебли крылатые). Прилистники маленькие, не сросшиеся с черешком, или отсутствуют.
Цветки чаще всего жёлтые, реже красные, пурпуровые, голубые или синие; собраны в верхушечные или пазушные, противостоящие листьям кисти, иногда одиночные. Прицветники маленькие, опушённые или отсутствуют.
Чашечка с колокольчатой трубкой и пятью почти равными, свободными, линейными или ланцетными долями; реже 2 верхних доли срастаются в верхнюю губу, а 3 нижних — в нижнюю губу, или 4 верхних полусрастаются парами.
Венчик мотыльковый: флаг округлый, реже яйцевидный, сверху с коротким копьеобразным мозолистым утолщением у основания; крылья удлинённые, продолговато-эллиптические или обратнояйцевидные, короче паруса; лодочка изогнутая, на спинке угловатая, клювообразная, заострённая, реже почти тупая.
Тычинки однобратственные, диморфные: 5 с крупными длинными эллиптическими пыльниками и 5 с более короткими, мелкими, шаровидными. Завязь сидячая или почти сидячая (на ножке), опушённая, со многими, реже двумя, семяпочками. Столбик длинный, сильно изогнутый или наклонённый, сверху опушённый.
Плод — яйцевидный, линейный или продолговатый, прямой, сильно вздутый, двустворчатый, обычно многосемянный боб. Семена почковидные, на нитевидных семяножках.

## Виды
Род включает около 700 видов (наибольшее количество в Африке), некоторые из них:
- Crotalaria alata D.Don — Кроталярия крылатая
- Crotalaria glauca Willd. — Кроталярия сизая
- Crotalaria incana L. — Кроталярия седая
- Crotalaria juncea L. — Кроталярия ситниковая, или Кроталярия прядильная
- Crotalaria lanceolata E.Mey. — Кроталярия ланцетовидная
- Crotalaria pallida Aiton — Кроталярия остроконечная, или Кроталярия полосатая
- Crotalaria quinquefolia L. — Кроталярия пятилистная
- Crotalaria retusa L. — Кроталярия притупленная
- Crotalaria sagittalis L. — Кроталярия стрелолистная
- Crotalaria spectabilis Roth — Кроталярия нарядная